# Bohutín (Olomouc)
Bohutín (in tedesco Bohutin) è un comune della Repubblica Ceca facente parte del distretto di Šumperk, nella regione di Olomouc.